# Lion (famiglia veneziana)
I Lion (talvolta italianizzati in Leoni) furono una famiglia patrizia veneziana, annoverata fra le cosiddette Case Nuove.

Stemma Lion

## Storia
La tradizione vuole che i Lion fossero originari di Padova.
Furono presenti in laguna fin dai primissimi secoli successivi alla fondazione di Venezia, poiché la leggenda farebbe appartenere a questo casato quel Domenico Leone che fu magister militum della Venetia nell'anno 738, nominato da Eutichio, esarca di Ravenna, dopo la morte del doge Orso Ipato, in un periodo di gravi lotte religiose e di insubordinazione dei Venetikoì all'autorità imperiale. Nell'869 un Marco Leone sarebbe stato eletto ad un'analoga carica dall'imperatore Basilio I il Macedone. 
All'epoca della serrata del Maggior Consiglio, nel 1297, i membri eleggibili di questa famiglia si trovavano in Terrasanta, a San Giovanni d'Acri, per ragioni commerciali: pertanto, essi furono formalmente aggregati al patriziato solo nel 1303, assieme ad altre sette famiglie, dopo essere fuggiti dall'assedio che i Mamelucchi avevano posto a quella città dell'Outremer (1291). Talune fonti riportano una tradizione secondo la quale, al loro ritorno in laguna, nel 1290, i Lion non vollero attraccare ai moli veneziani fino a quando non avessero avuto la garanzia di poter essere iscritti al ceto dirigente della città. Nel 1355, inoltre, un Nicolò Lion contribuì a sventare la congiura ordita ai danni della Repubblica dal doge Marin Falier, ottenendo in tal modo la magistratura di Procuratore di San Marco. 
Le cronache attribuiscono a questa famiglia la costruzione di una cappella presso la chiesa di San Domenico e un importante contributo all'edificazione di San Zanipolo.
Questo casato si estinse probabilmente con Lorenzo di Angelo Lion, nel 1713; erede dei beni di famiglia sarebbe stata Elisabetta di Paolo di Angelo (nipote del detto Lorenzo), andata in sposa nel 1712 a Filippo di Alessandro Crotta. Altre fonti, invece, attestano come ultimo discendente della stirpe un certo Angelo, fratello della sunnominata Elisabetta.

## Proprietà
- Palazzo Lion Morosini, a Cannaregio;
- Palazzo Lion Cavazza, a Cannaregio;
- Villa Lion, a Fanzolo di Vedelago.